# جام قهرمانان کونکاکاف ۱۹۶۸
جام قهرمانان کونکاکاف ۱۹۶۸ چهارمین دوره مسابقات بین‌المللی فوتبال باشگاهی سالانه جام قهرمانان کونکاکاف بود که در منطقه کونکاکاف (آمریکای شمالی، آمریکای مرکزی و دریای کارائیب)، برگزار شد.
این مسابقات با حضور ۱۰ تیم از ۱۰ کشور مختلف برگزار شد: آنتیل هلند، برمودا، السالوادور، ایالات متحده آمریکا، گواتمالا، مکزیک، هندوراس، سورینام، نیکاراگوئه و کاستاریکا.
این مسابقات از ۲۶ مه تا ۱ دسامبر ۱۹۶۸ برگزار شد. مسابقات به سه منطقه (آمریکای شمالی، آمریکای مرکزی و کارائیب) تقسیم شد، که هر منطقه تیم برنده را به مسابقات نهایی فرستاد، جایی که برندگان گروه‌های مرکزی و کارائیب در نیمه نهایی بازی کردند تا مشخص شود چه تیمی در فینال با قهرمان گروه شمالی بازی می‌کند. تمامی مسابقات تحت سیستم بازی خانگی/خارج از خانه برگزار شد.
دپورتیوو تولوکا برای اولین بار قهرمان کونکاکاف شد.

## منطقه کارائیب
| شرپنول | ۱–۱ | ترانسوال |
| ------ | --- | -------- |
|        |     |          |

| ترانسوال | ۳–۱ | شرپنول |
| -------- | --- | ------ |
|          |     |        |

## منطقه شمالی

### مرحله اول
| سامرست تروجانز | ۲–۱ | نیویورک گریک امریکان |
| -------------- | --- | -------------------- |
|                |     |                      |

| نیویورک گریک امریکان | ۱–۰ | سامرست تروجانز |
| -------------------- | --- | -------------- |
|                      |     |                |

| نیویورک گریک امریکان | ۲–۱ | سامرست تروجانز |
| -------------------- | --- | -------------- |
|                      |     |                |

### مرحله دوم
| تولوکا | ۴–۱ | نیویورک گریک امریکان |
| ------ | --- | -------------------- |
|        |     |                      |

| نیویورک گریک امریکان | ۲–۳ | تولوکا |
| -------------------- | --- | ------ |
|                      |     |        |

## منطقه مرکزی

### مرحله اول
| آلاخولنسه | ۰–۲ | آئورورا |
| --------- | --- | ------- |
|           |     |         |

| آئورورا | ۰–۱ | آلاخولنسه |
| ------- | --- | --------- |
|         |     |           |

| آلیانسا | ۱–۲ | المپیا |
| ------- | --- | ------ |
|         |     |        |

| المپیا | ۱–۰ | آلیانسا |
| ------ | --- | ------- |
|        |     |         |

### مرحله دوم
| المپیا | ۱–۱ | آئورورا |
| ------ | --- | ------- |
|        |     |         |

| آئورورا | ۴–۰ | المپیا |
| ------- | --- | ------ |
|         |     |        |

## نیمه نهایی
| ترانسوال | ۱–۱ | آئورورا |
| -------- | --- | ------- |
|          |     |         |

| آئورورا | ۰–۲ | ترانسوال |
| ------- | --- | -------- |
|         |     |          |

نیمه نهایی نیمه تمام ماند و هر دو تیم از مسابقات حذف شدند: آئورورا به دلیل حمله هواداران آنها به زمین پس از پایان بازی دوم و ترانسوال به دلیل استفاده از سه بازیکن غیرمجاز.

## فینال
آئورورا و ترانسوال هردو از مسابقات کنار گذاشته شدند و تولوکا به عنوان تنها تیم باقی مانده، قهرمان این دوره لقب گرفت.